# Ciocadia, Gorj
Ciocadia este un sat în comuna Bengești-Ciocadia din județul Gorj, Oltenia, România.
Localitatea Ciocadia se află la 31 km vest de Târgu Jiu (3 km nord de DN 67 Târgu Jiu–Râmnicu Vâlcea), fiind străbătută de pârâul cu același nume și de DN 67 C,Bengești–Novaci, ce se continuă cu drumul Transalpin Rânca–Sebeș.Primele documente scrise, referitoare la zona de nord a Olteniei, le avem încă din a doua jumătate a secolului al XIII-lea: Diploma cavalerilor Ioaniți, emisă de regele maghiar, Bela al IV-lea la 2 iunie 1247 și mai târziu, Diploma magistrului Gheorghe,din 8 ianuarie 1285, dată de regele Ladislau al IV-lea Cumanul (ele amintind atât de organizarea politică-socială a voievodatului lui Litovoi, cât și de lupta acestuia și a fratelui său Bărbat împotriva expansiunii maghiare).Satul Ciocadia este menționat documentar pentru prima dată la 24 aprilie 1484, în hrisovul domnitorului Vlad Călugărul, emis în Târgoviște, prin care acesta întărea„…lui Ivul, lui Arcă și surorii acestuia Elena, stăpânire peste satele Ciocadea, Topșa(Tupșa, lângă orașul Târgu Cărbunești) și jumătate din Poiana (Poienari, comuna Bumbești Pițic), precum și munții Părăginosul, Plăcicoi, și jumătate din muntele Muierii, … pentru că le sunt vechi ocine și dedine…”2 La 1646, din porunca domnitorului Matei Basarab, marele logofăt Danciu Pârâianu, împreună cu cinci boieri hotarnici, luați pe răvașe domnești, aleg moșia Ciocadia.La fel se întâmplă și cu hotarnicele din anii 1765, 1768 și 1779. În catagrafia din anul 1835 satul Ciocadia figura cu un număr de 234 de familii.Cercetările arheologice de epocă romană începute în anul 2000 în zona de sud a satului Ciocadia, comuna Bengești–Ciocadia, județul Gorj au dus la descoperiri inedite în această zonă: o necropolă romană în punctul „Codrișoare”, iar câțiva ani mai târziu,în anul 2006 a unei villa rustica, în punctul „Drumul morii” la cca 300 m sud de aceasta.În perimetrul acesteia din urmă s-a descoperit și o necropolă plană medievală de la sfârșitul secolului al XIII–lea1, ea fiind prima de acest fel din nordul Olteniei,cercetată de noi doar în doi ani, ea urmând a fi continuată în anii următori. - sursa Muzeul Județean GORJ.

## Monumente istorice
- Biserica de lemn din Ciocadia
- Biserica "Sf. Ioan Botezătorul"

## Galerie de imagini

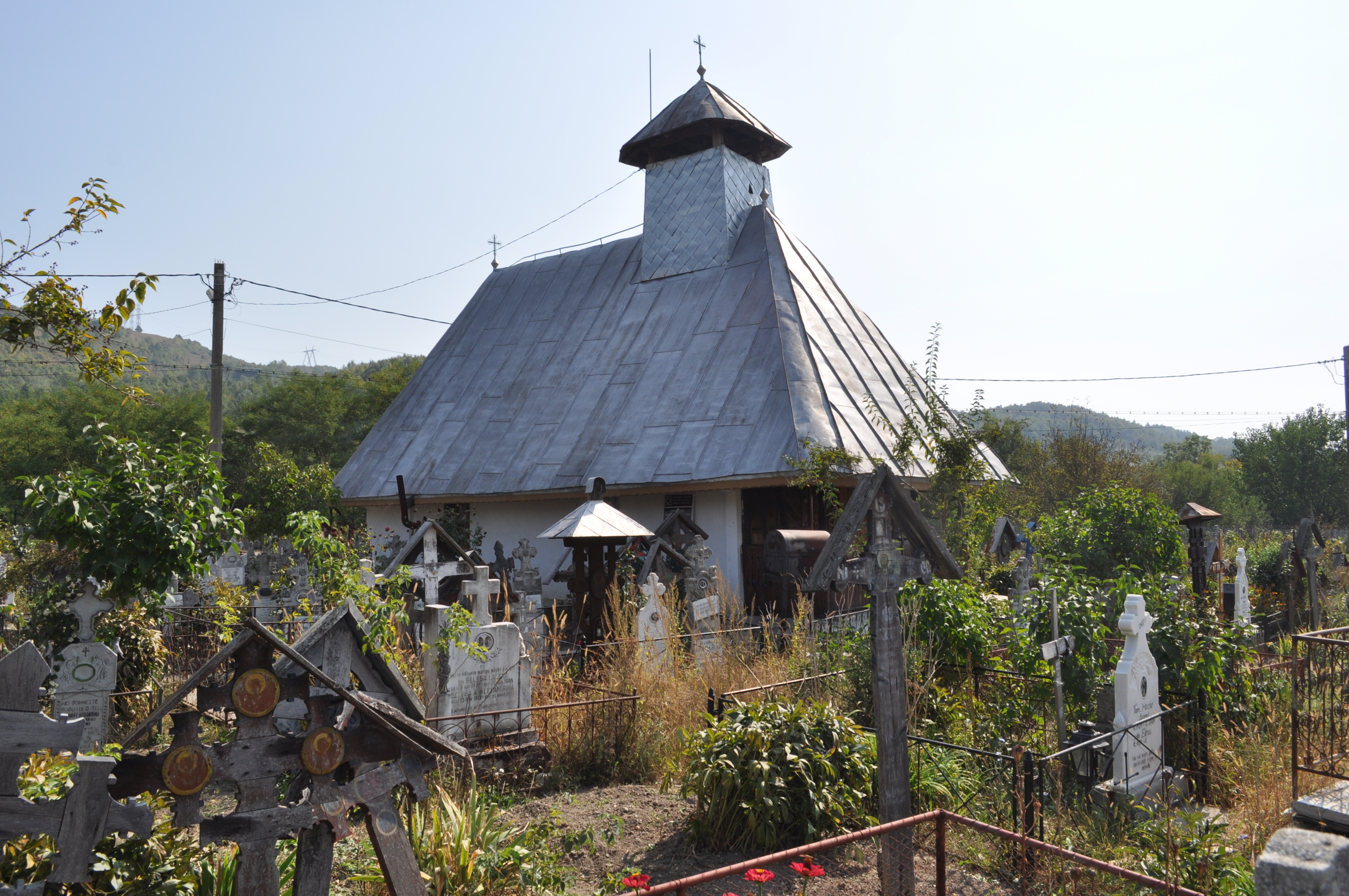
Biserica de lemn
Râul Ciocadia
Monumentul Eroilor
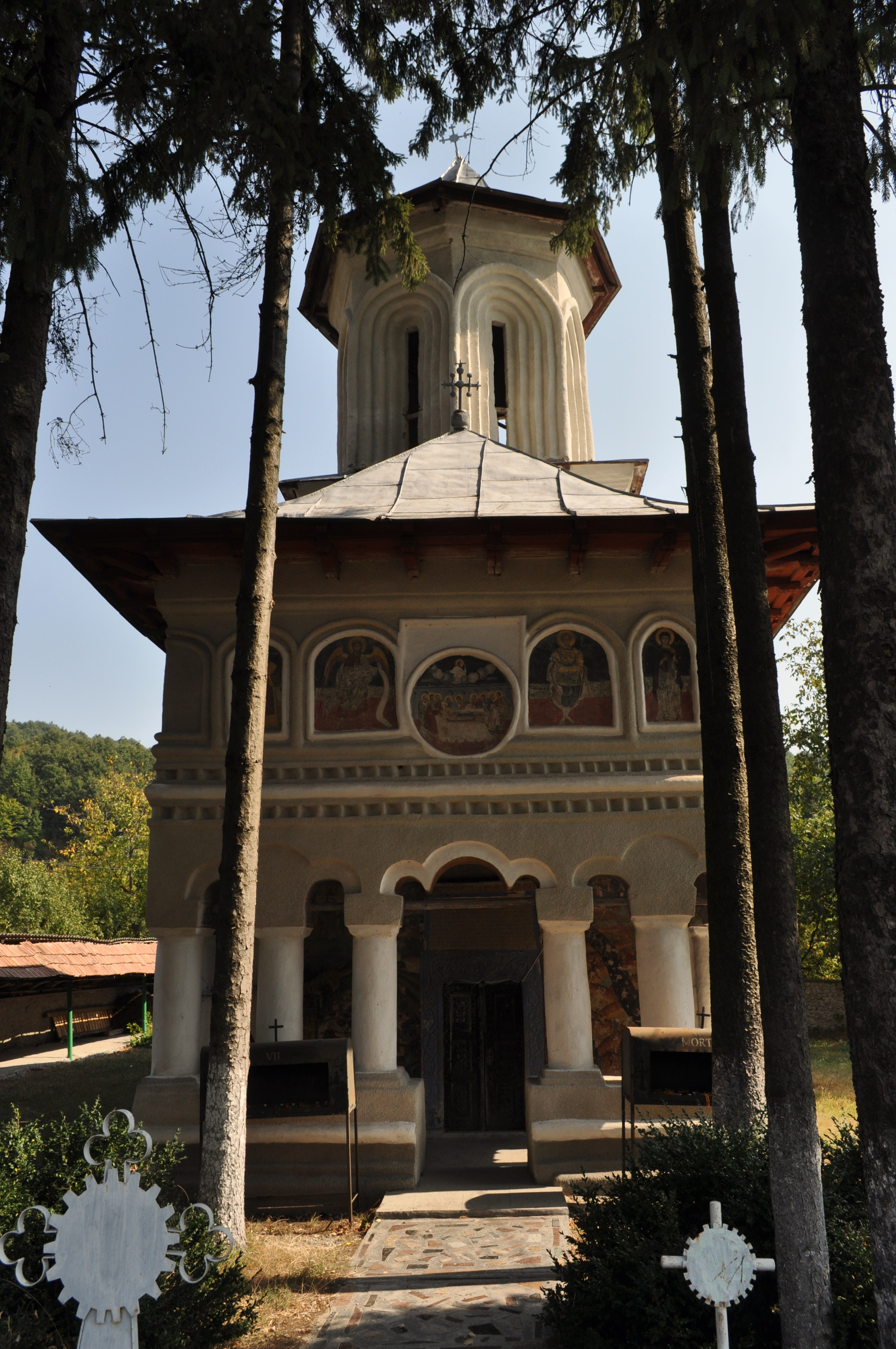
Biserica „Sf.Ioan Botezătorul”